# Episema meridionalis
Episema meridionalis là một loài bướm đêm trong họ Noctuidae.